# Paraglenurus
Paraglenurus (лат.) — род сетчатокрылых насекомых из семейства муравьиных львов (Myrmeleontidae). В роде до 10 видов.

## Описание
На крыльях рисунк, образованный бурыми тенями и белёсыми пятнами. Характерной чертой представителей рода является выгнутая форма 5-го членика лапки и «щетка» из щетинок на его подошве. Коготки обычно расставленные в стороны и направленные под прямым углом к пятому членику лапки. Шпоры имеются. Эктопрокты у самцов овальной формы. У личинок на среднегруди по бокам располагаются торчащие стигмы. Личинки живут на песчаных пляжах, в дюнах, и воронок не строят.

## Ареал
Ориентальный род; 1 вид проникает в Восточную Палеарктику, ещё 1 вид обитает на Мадагаскаре.

## Виды
- Paraglenurus borneensis
- Paraglenurus japonicus
- Paraglenurus littoralis
- Paraglenurus lotzi
- Paraglenurus okinawensis
- Paraglenurus pinnulus
- Paraglenurus pumilus
- Paraglenurus riparius
- Paraglenurus scopifer